# بات ستابليتون
باتريك جيمس بات ستابليتون من مواليد (4 يوليو 1940- 8 أبريل 2020) كان لاعبًا كنديًا لرياضة هوكي الجليد.